# روي كيندال
روي كيندال (بالإنجليزية: Roy Kendall)‏ هو ضابط بحري وضابط استخبارات وسياسي بريطاني وأسترالي (وحمل سابقاً جنسية المملكة المتحدة لبريطانيا العظمى وأيرلندا)، ولد في 9 يونيو 1899 بباترسي في المملكة المتحدة، وتوفي في 9 مارس 1972 في أستراليا. حزبياً، نشط في الحزب الليبرالي الأسترالي. وقد انتخب عضو مجلس الشيوخ الأسترالي ‏ عن دائرة كوينزلاند (22 فبراير 1950 – 30 يونيو 1965).